# Izmail Ivanovič Sreznjevski
Izmail Ivanovič Sreznjevski (ruski: Измаил Иванович Срезневский, ukrajinski: Ізмаїл Іванович Срезневський) (Jaroslavlj, 13. lipnja 1812. – Sankt-Peterburg, 21. veljače 1880.) bio je ruski i ukrajinski slavist.

## Životopis
Premda se rano počeo interesirati za ukrajinsku narodnu književnost i etnografiju, studirao je pravo te je najprije radio na katedri političke ekonomije i statistike harkivskog Sveučilišta. Po slavenskim zemljama putovao je tri godine, među kojima je Hrvatska, gdje se upoznavao s mjesnim govorima i folklornim tradicijama te je postao prvi doktor slavistike u Rusiji. Od 1842. godine bio je profesor na Sveučilištu u Harkivu, a od 1847. godine na Sveučilištu u Sankt-Peterburgu. Bavio se različitim slavenskim jezicima i književnostima, etnografijom i pretkršćanskom slavenskom vjerom, no najtrajniju vrijednost imaju njegovi radovi posvećeni povijesti ruskog jezika i ruskoj dijalektologiji. Utemeljitelj je škole sanktpeterburških slavista, a među njegovim učenicima bili su Nikolaj Gavrilovič Černiševski i Nikolaj Aleksandrovič Dobroljubov.